# Woël
Woël är en kommun i departementet Meuse i regionen Grand Est (tidigare regionen Lorraine) i nordöstra Frankrike. Kommunen ligger i kantonen Fresnes-en-Woëvre som tillhör arrondissementet Verdun. År 2022 hade Woël 208 invånare.

## Befolkningsutveckling
Antalet invånare i kommunen Woël
| Referens: INSEE |